# 수영 계영 800m 세계 기록 추이
수영 세계 기록은 국제 수영 연맹(FINA)이 공인하고 관리한다. 기록은 롱 코스(50m)와 쇼트 코스(25m)별로 남여로 나뉘어 집계된다. 쇼트 코스의 세계 기록은 1991년 3월 3일부터 공인되기 시작했다.
다음은 계영 800m 세계 기록 추이이다.

## 남자

### 롱 코스
| #  | 시간            | 차이     | 선수 | 나라           | 날짜         | 대회명                          | 개최지                  | 경기장                       | 주석 및 기타 | 동영상 |
| 1  | 10분 55초 6     |          | 존 더비셔 Paul Radmilovic 윌리엄 포스터 헨리 테일러                                                        | 영국           | 1908. 07. 24 | 제4회 하계 올림픽               | 영국 런던               |                              |              |        |
| 2  | 10분 26초 4     |          | Kenneth Huszagh 듀크 카하나모쿠 페리 맥길리브레이 해리 헤브너                                              | 미국           | 1912. 07. 12 | 제5회 하계 올림픽               | 스웨덴 스톡홀름         |                              |              |        |
| 3  | 10분 14초 0     |          | 해럴드 하드윅 맬컴 챔피언 레슬리 보드먼 세실 힐리                                                          | 오스트레일리아 | 1912, 07. 12 | 제5회 하계 올림픽               | 스웨덴 스톡홀름         |                              |              |        |
| 4  | 10분 11초 6     |          | 맬컴 챔피언 레슬리 보드먼 해럴드 하드윅                                                                    | 오스트레일리아 | 1912. 07. 15 | 제5회 하계 올림픽               | 스웨덴 스톡홀름         |                              |              |        |
| 5  | 10분 04초 4     |          | 페리 맥길리브레이 Pua Kela Kealoha 노먼 로스 듀크 카하나모쿠                                               | 미국           | 1920. 08. 29 | 제7회 하계 올림픽               | 벨기에 안트베르펜       |                              |              |        |
| 6  | 9분 53초 4      | - 11초 0 | 월리스 오코너 해리 글랜시 랠프 브라이어 조니 와이즈뮬러                                                    | 미국           | 1924. 07. 20 | 제8회 하계 올림픽               | 프랑스 파리             |                              |              |        |
| 7  | 9분 49초 6      |          | 아우구스트 하이트만 요아힘 라데마허 프리드리히 베르거 헤르베르트 하인리히                                  | 독일           | 1927         | 제2회 유럽 수영 선수권 대회     | 이탈리아 볼로냐         |                              |              |        |
| 8  | 9분 38초 8      |          | 폴 샘슨 오스틴 클랩 데이비드 영 조니 와이즈뮬러                                                            | 미국           | 1928. 8. 11  | 제9회 하계 올림픽               | 네덜란드 암스테르담     |                              |              |        |
| 9  | 9분 36초 2      |          | 오스틴 클랩 Walter Laufer George Kojac 조니 와이즈뮬러                                                     | 미국           | 1928. 8. 11  | 제9회 하계 올림픽               | 네덜란드 암스테르담     |                              |              |        |
| 10 | 9분 34초 0      |          | 언드라시 버니에 라슬로 서버도시 언드라시 세케이 이슈트반 바라니                                            | 헝가리         | 1931         | European Championships          | 프랑스 파리             |                              |              |        |
| 11 | 8분 58초 4      |          | 미야자키 야스지(2:14.1) 유사 마사노리 (2:14.7) 요코야마 다카시(2:14.8) 도요다 히사키치(2:14.8)             | 일본           | 1932. 8. 9   | 제10회 하계 올림픽              | 미국 로스앤젤레스       |                              |              |        |
| 12 | 8분 52초 2      |          | 유사 마사노리 마키노 쇼조 S. Isiharada H. Negami                                                           | 일본           | 1935. 8. 19  | -                               | 일본 도쿄               |                              |              |        |
| 13 | 8:51.5          |          | 유사 마사노리 시기우라 시게오 다구치 마사하루 아라이 시게오                                                | 일본           | 1936. 8. 11  | 제11회 하계 올림픽              | 독일 베를린             |                              |              |        |
| 14 | 8분 46초 0      |          | 월터 리스 제임스 매클레인 월리스 울프 [[빌 스미스 (수영 선수)\|빌 스미스                                   | 미국           | 1948. 8. 3   | 제14회 하계 올림픽              | 영국 런던               |                              |              |        |
| 15 | 8분 45초 4      |          | 하마구치 요시히로 S. Maruyama S. Murayama 후루하시 히로노신                                                | 일본           | 1949. 8. 18  |                                 | 미국 로스앤젤레스       |                              |              |        |
| 16 | 8분 43초 2      |          | W. Farnsworth L. Munson J. Blum R. Reid                                                                    | 미국           | 1950. 2. 24  | -                               | 미국 뉴헤이번           |                              |              |        |
| 17 | 8분 40초 6      |          | 하마구치 요시히로 S. Murayama 하시즈메 시로 후루하시 히로노신                                              | 일본           | 1950. 4. 2   | -                               | 브라질 Marília          |                              |              |        |
| 18 | 8분 33초 0      |          | 조제프 베르나르도 Willy Blioch 알렉스 자니                                                                 | 프랑스         | 1951. 8. 2   | -                               | 프랑스 마르세유         |                              |              |        |
| 19 | 8분 29초 4      |          | 웨인 무어 제임스 매클레인 도널드 셰프 딕 소먼                                                              | 미국           | 1952. 2. 16  | -                               | 미국 뉴헤이번           |                              |              |        |
| 20 | 8분 24초 5      |          | 보리스 니키틴 Vladimir Strushanov Gennadi Nikolayev Vitaly Sorokin                                         | 소련           | 1956. 11. 4  | -                               | 소련 모스크바           |                              |              |        |
| 21 | 8분 23초 6      |          | 케빈 오핼러런 존 데빗 머리 로즈 존 헨릭스                                                                  | 오스트레일리아 | 1956. 12. 3  | 제16회 하계 올림픽              | 오스트레일리아 멜버른   |                              |              |        |
| 22 | 8분 21초 6      |          | 야마나카 쓰요시 우메모토 도시로 후쿠이 마코토 후지모토 다쓰오                                              | 일본           | 1959. 7. 22  |                                 | 일본 도쿄               |                              |              |        |
| 23 | 8분 18초 7      |          | 야마나카 쓰요시 후쿠이 마코토 K Kenjo 후지모토 다쓰오                                                      | 일본           | 1959. 7. 26  |                                 | 일본 오사카             |                              |              |        |
| 24 | 8분 17초 0      |          | 앨런 서머스 피터 신츠 조지 브린 마이크 트로이                                                              | 미국           | 1960. 7. 23  | -                               | 미국 털리도             |                              |              |        |
| 25 | 8분 16초 6      |          | 데이비드 딕슨 존 콘래즈 존 헨릭스 머리 로즈                                                                | 오스트레일리아 | 1960. 8. 6   | -                               | 오스트레일리아 타운즈빌 |                              |              |        |
| 26 | 8분 10초 2      |          | 조지 해리슨 리처드 블릭 마이크 트로이 제프 패럴                                                            | 미국           | 1960. 9. 1   | 제17회 하계 올림픽              | 이탈리아 로마           |                              |              |        |
| 27 | 8분 09초 8      |          | 후지모토 다쓰로 오카베 유키아키 후쿠이 마코토 야마나카 쓰요시                                              | 일본           | 1963. 4. 21  |                                 | 일본 도쿄               |                              |              |        |
| 28 | 8분 07초 6      |          | 스티브 클라크 로버트 타운젠드 마이크 월                                                                    | 미국           | 1963. 8. 10  | -                               | 미국 시카고             |                              |              |        |
| 29 | 8분 03초 7      |          | McDonough Richard McDonough 돈 숄랜더 로이 사리 로버트 타운젠드                                            | 미국           | 1963. 08. 19 |                                 | 일본 도쿄               |                              |              |        |
| 30 | 8분 01초 8      |          | 데이브 라이언스 돈 숄랜더 윌리엄 메틀러 마이크 월                                                          | 미국           | 1964. 09. 28 | -                               | 미국 로스앤젤레스       |                              |              |        |
| 31 | 7분 52초 1      |          | 로이 사리 Gary Ilman 돈 숄랜더 스티브 클라크                                                               | 미국           | 1964. 10. 18 | 제18회 하계 올림픽              | 일본 도쿄               | 국립 요요기 경기장 제1체육관 |              |        |
| 32 | 7분 50초 8      |          | 그레그 로저스 마이크 웬던 그레이엄 화이트 Bill Devenish                                                    | 오스트레일리아 | 1970. 07. 24 | British Commonwealth Games      | 영국 에든버러           |                              |              |        |
| 33 | 7분 48초 0      |          | 게리 홀 시니어 마크 램버트 톰 맥브린 존 킨셀라                                                             | 미국           | 1970. 8. 28  | -                               | 일본 도쿄               |                              |              |        |
| 34 | 7분 45초 8      |          | 제리 하이덴라이크 프랭크 헤클 스티브 젠터 짐 매코니카                                                      | 미국           | 1971. 8. 19  | Pan American Games              | 콜롬비아 칼리           |                              |              |        |
| 35 | 7분 43초 3      |          | 제리 하이덴라이크 톰 맥브린 마크 스피츠 프레드 타일러                                                      | 미국           | 1971. 9. 10  | -                               | 소련 민스크             |                              |              |        |
| 36 | 7분 35초 78     |          | 존 킨셀라 프레드 타일러 스티브 젠터 마크 스피츠                                                            | 미국           | 1972. 8. 31  | 제20회 하계 올림픽              | 서독 뮌헨               |                              |              |        |
| 37 | 7분 33초 22     |          | Robin Backhaus 리처드 클랫 Kurt Krumphol 짐 몽고메리                                                       | 미국           | 1973. 09. 07 | 제1회 세계 수영 선수권 대회     | 유고슬라비아 베오그라드 | Tašmajdan Sports Centre      |              |        |
| 38 | 7분 30초 54     |          | Rex Favero 브루스 퍼니스 팀 쇼 스티브 퍼니스                                                               | 미국           | 1975. 08. 22 | -                               | 미국 캔자스시티         |                              |              |        |
| 39 | 7분 30초 33 (h) |          | 마이크 브루너 브루스 퍼니스 더그 노스웨이 팀 쇼                                                            | 미국           | 1976. 07. 21 | 제21회 하계 올림픽              | 캐나다 몬트리올         |                              |              |        |
| 40 | 7분 23초 22     |          | 마이크 브루너 브루스 퍼니스 존 네이버 짐 몽고메리                                                          | 미국           | 1976. 07. 21 | 제21회 하계 올림픽              | 캐나다 몬트리올         |                              |              |        |
| 41 | 7분 20초 82     | - 2.40초 | Rowdy Gaines 브루스 퍼니스 빌 포레스터 보비 해킷                                                           | 미국           | 1978. 08. 24 | 제3회 세계 수영 선수권 대회     | 서독 서베를린           |                              |              |        |
| 42 | 7분 20초 40     |          | 안드레아스 슈미트 미하엘 그로스 Alexander Schowtka 토마스 파르너                                           | 서독           | 1983. 8. 23  | European Championships          | 이탈리아 로마           |                              |              |        |
| 43 | 7분 18초 87     |          | Geoffrey Gaberino (1:49.80) 데이비드 라슨(1:50.18) 브루스 헤이스(1:50.04) Richard Saeger(1:48.85)          | 미국           | 1984. 7. 30  | 제23회 하계 올림픽              | 미국 로스앤젤레스       | 예선 기록.                   |              |        |
| 44 | 7분 15초 69     |          | 마이클 히스(1:48.67) 데이비드 라슨(1:49.01) 제프 플로트(1:49.60) 브루스 헤이스(1:48.41)                    | 미국           | 1984. 07. 30 | 제23회 하계 올림픽              | 미국 로스앤젤레스       |                              |              |        |
| 45 | 7분 13초 10     |          | 페터 지트 라이너 헹켈 토마스 파르너 미하엘 그로스                                                          | 서독           | 1987. 8. 19  | European Championships          | 프랑스 스트라스부르     |                              |              |        |
| 46 | 7분 12초 51     |          | Troy Dalbey Matt Cetlinski Doug Gjertsen 맷 비온디                                                         | 미국           | 1988. 9. 21  | 제24회 하계 올림픽              | 대한민국 서울           |                              |              |        |
| 47 | 7분 11초 95     |          | Dmitry Lepikov(1:49.55) Vladimir Pyshnenko (1:46.58) Veniamin Tayanovich(1:48.99) Yevgeny Sadovyi(1:46.83) | 연합           | 1992. 7. 27  | 제25회 하계 올림픽              | 스페인 바르셀로나       |                              |              |        |
| 48 | 7분 11초 86     |          | 이언 소프 대니얼 코왈스키 매슈 던 마이클 클림                                                              | 오스트레일리아 | 1998, 9. 13  | Commonwealth Games              | 말레이시아 쿠알라룸푸르 |                              |              |        |
| 49 | 7분 08초 79     | - 3초 07 | 이언 소프 빌 커비 그랜트 해킷 마이클 클림                                                                  | 오스트레일리아 | 1999. 08. 25 | 제8회 범태평양 수영 선수권 대회 | 오스트레일리아 시드니   |                              |              |        |
| 50 | 7분 07초 05     | - 1.74초 | 이언 소프(1분 46초 03) 마미클 클림(1:46.40) 토드 피어슨(1:47.36) 빌 커비 (1:47.26)                         | 오스트레일리아 | 2000. 08. 19 | 제27회 하계 올림픽              | 오스트레일리아 시드니   |                              |              |        |
| 51 | 7분 04초 66     | - 2.39초 | 그랜트 해킷(1:46.11) 마이클 클림(1:46.49) 빌 커비(1:47.92) 이언 소프(1:44.14)                              | 오스트레일리아 | 2001. 07. 27 | 제9회 세계 수영 선수권 대회     | 일본 후쿠오카           |                              |              |        |
| 52 | 7분 03초 24     | - 1.42초 | 마이클 펠프스(1:45.36) 라이언 록티(1:45.86) 클리트 켈러(1:46.31) 피터 밴더케이(1:45.71)                    | 미국           | 2007. 03. 30 | 제12회 세계 수영 선수권 대회    | 오스트레일리아 멜버른   | 로드 레이버 아레나           |              |        |
| 53 | 6분 58초 56     |          | 마이클 펠프스(1:43.31) 라이언 록티(1:44.28) 리키 베런스(1:46.29) 피터 밴더케이(1:44.68)                    | 미국           | 2008. 08. 13 | 제29회 하계 올림픽              | 중화인민공화국 베이징   |                              |              |        |
| 54 | 6분 58초 55     | - 0.01초 | 마이클 펠프스 (1:44.49) 리키 베런스(1:44.13) 데이비드 월터스 (1:45.47) 라이언 록티(1:44.46)                | 미국           | 2009. 07. 31 | 제13회 세계 수영 선수권 대회    | 이탈리아 로마           | 포로 이탈리코 수영장         | [ 1 ]        |        |

### 쇼트 코스
| # | 시간        | 차이 | 선수 | 나라           | 날짜         | 대회명                      | 장소                  | 주석 및 기타 | 동영상 |
| 1 | 7분 02초 74 |      | 마이클 클림 그랜트 해킷 윌리엄 커비 매슈 던                                                                 | 오스트레일리아 | 1997. 4. 18  | World SC Championships      | 스웨덴 예테보리       |              |        |
| 2 | 7분 01초 60 |      | 마이클 클림 매슈 던 윌리엄 커비 그랜트 해킷                                                                 | 오스트레일리아 | 1999. 9. 1   | -                           | 오스트레일리아 캔버라 |              |        |
| 3 | 7분 01초 33 |      | 조슈아 데이비스 닐 워커 스콧 터커 채드 카빈                                                                 | 미국           | 2000. 3. 17  | World SC Championships      | 그리스 아테네         |              |        |
| 4 | 6분 56초 41 |      | 윌리엄 커비(1:44.97) 이언 소프(1:42.63) 마이클 클림(1:45.55) 그랜트 해킷(1:43.26)                           | 오스트레일리아 | 2001. 8. 7   | Australian SC Championships | 오스트레일리아 퍼스   |              |        |
| 5 | 6분 52초 36 |      | 커크 파머(1:43.12) 그랜트 해킷(1:42.75) 그랜트 브리츠(1:44.01) Kenrick Monk(1:42.78)                        | 오스트레일리아 | 2007, 8. 31  | Australian SC Championships | 오스트레일리아 멜버른 |              |        |
| 6 | 6분 51초 05 |      | 콜린 러셀(1:43.60) Stefan Hirniak(1:43.41) 브렌트 헤이든(1:41.49) 조엘 그린실즈(1:42.55)                    | 캐나다         | 2009. 8. 7   | England Grand Prix          | 영국 리즈             | [ 2 ]        |        |
| 7 | 6분 49초 04 |      | 니키타 로빈체프(1:42.10) 다닐라 이조토프(1:42.15) 예브게니 라구노프(1:42.32) 알렉산드르 수호루코프(1:42.47) | 러시아         | 2010. 12. 16 | World SC Championships      | 아랍에미리트 두바이   | [ 3 ]        |        |

## 여자

### 롱 코스
| # | 시간        | 차이     | 선수                                                                       | 나라           | 날짜        | 대회명              | 장소                  | 주석 및 기타 | 동영상 |
| 1 | 8분 02초 27 |          | 크리스틴 오토 아슈트리트 슈트라우스 코르넬리아 지르히 비르기트 마이네케    | 동독           | 1982. 8. 22 | -                   | 이탈리아 로마         |              |        |
| 2 | 7분 59초 33 |          | 마누엘라 슈텔마흐 아슈트리트 슈트라우스 Nadja Bergknecht 하이케 프리드리히 | 동독           | 1986. 8. 17 |                     | 스페인 마드리드       |              |        |
| 3 | 7분 55초 47 |          | 마누엘라 슈텔마흐 아슈트리트 슈트라우스 앙케 뫼링 하이케 프리드리히        | 동독           | 1987. 8. 18 | -                   | 프랑스 스트라스부르   |              |        |
| 4 | 7분 53초 42 | - 2.05초 | 내털리 코글린 칼리 파이퍼 다나 볼머 케이틀린 샌디노                        | 미국           | 2004. 8. 18 | 제28회 하계 올림픽  | 그리스 아테네         |              |        |
| 5 | 7분 50초 82 |          | 페트라 달만 다니엘라 자무스키 브리타 슈테펜 아니카 루르츠                  | 독일           | 2006. 8. 3  | -                   | 헝가리 부다페스트     |              |        |
| 6 | 7분 50초 09 |          | 내털리 코글린 다나 볼머 레이시 나이마이어 케이티 호프                      | 미국           | 2007. 3. 29 | World Championships | 오스트레일리아 멜버른 |              |        |
| 7 | 7분 44초 31 | - 5.78초 | 스테퍼니 라이스 브론테 배럿 카일리 파머 린다 매켄지                        | 오스트레일리아 | 2008. 8. 14 | 제29회 하계 올림픽  | 중화인민공화국 베이징 |              |        |
| 8 | 7분 42초 08 |          | 양위 주첸웨이 류징 팡자잉                                                  | 중국           | 2009. 7. 30 | World Championships | 이탈리아 로마         | [ 4 ]        |        |

### 쇼트 코스
| # | 시간        | 차이 | 선수 | 나라     | 날짜       | 대회명              | 장소          | 주석 및 기타 | 동영상 |
| 1 | 7분 38초 90 |      | 잉어 데커르(1:55.36) 펨커 헤임스커르크(1:53.44) 마를레인 펠트휘스(1:54.17) 라노미 크로모비조요(1:55.93) | 네덜란드 | 2008. 4. 9 | World Championships | 영국 맨체스터 | [ 5 ]        |        |

## 더 읽어 보기
수영 계영 800m 대한민국 기록 추이